# Грабь награбленное: Искупление
«Грабь награбленное: Искупление» (англ. Leverage: Redemption) — американский сериал в жанрах триллера, криминала и детектива режиссёров Марка Роскина и Дина Невлина (при участии Ноа Уайли). Премьера состоялась 9 июля 2021 года.

## Сюжет
Группа благородных бывших воров и мошенников, собравшихся вместе через десять лет, помогает жертвам несправедливости и обмана.
В сериале два сезона. Первый вышел в 2021 году, второй в 2022—2023 годах. В декабре 2023 года анонсирован третий сезон.

## В ролях
| Актёр         | Роль          |
| ------------- | ------------- |
| Джина Беллман | Софи Деверо   |
| Кристиан Кейн | Элиот Спенсер |
| Бет Рисграф   | Паркер        |
| Ализ Шэннон   | Бреанна Кейси |
| Ноа Уайли     | Гарри Уилсон  |